# دلقک‌ماهی عمانی
دلقک‌ماهی عمانی (نام علمی: Amphiprion omanensis) نام یک گونه از زیرخانواده دلقک‌ماهی است.

## نگارخانه

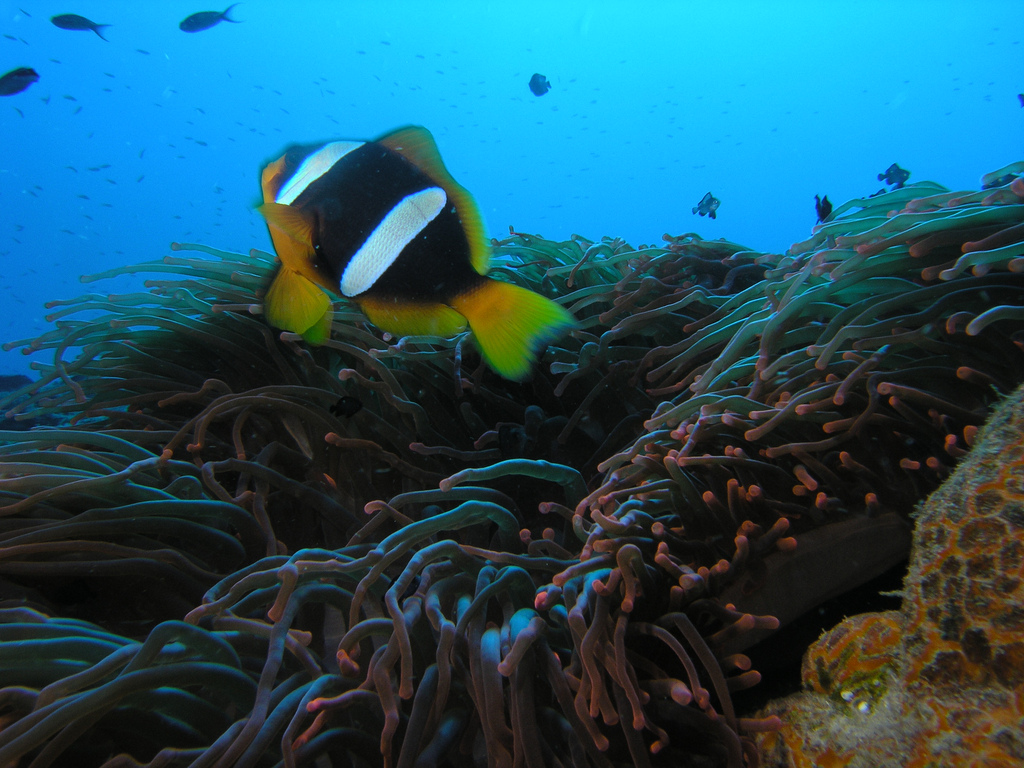